# 氯化法
氯化法是指用來從含有至少百分之九十的二氧化鈦的礦石中純化出二氧化鈦的方法。在此過程中，原料會和碳在氯氣中加熱到900度，产物是四氯化鈦和碳氧化物。接著，利用蒸餾來純化出四氯化鈦，再加入氧來將其氧化，最後便可以得到純化了的二氧化鈦了。
克羅爾法（Kroll process）是個和氯化法有關的技術。在純化出四氯化鈦之後，不將其氧化，反而用鎂來將其还原，以得到金屬鈦。

## 外部連結
- . KRONOS Worldwide, Inc.   [2007-09-05]. （原始内容存档于2007-10-09）.